# داميان غرين
داميان غرين (بالإنجليزية: Damian Green)‏ السياسي البريطاني الذي كان عضواً في البرلمان في آشفورد منذ عام 1997م وكان أول سكرتيراً للدولة ووزيراً لمكتب مجلس الوزراء في الفترة من 11 يونيو 2017 إلى 20 ديسمبر 2017. ولد جرين في باري، فيل غلامورغان ، جنوب ويلز ودرس في مجال معدات الحماية الشخصية في كلية باليول في أكسفورد. وقبل دخوله السياسة، عمل غرين كصحفي في هيئة الإذاعة البريطانية، بالقناة الرابعة وكذلك لدى صحيفة تايمز.
كان جرين وزيراً للشرطة والعدالة الجنائية حتى 14 يوليو 2014. ثم عُيَّن وزيرًا للدولة للعمل والمعاشات من قبل رئيسة الوزراء تيريزا مايو في يوليو 2016. وبعد الانتخابات العامة في يونيو 2017، تم تعيينه كسكرتير أول للدولة ووزيرا لمكتب مجلس الوزراء. ولكن بعد نشر نتائج التحقيق فيما يخص المزاعم المنسوبة اليه والتي تقول بأنه تحرش جنسيا بامرأة وعرض مواد إباحية على كمبيوتر العمل، وقد وُجد أنه بذلك قد خرق القانون الوزاري لذلك أُجبر على الاستقالة من مجلس الوزراء.